# McKillop n.º 220
McKillop n.º 220 es un municipio rural canadiense situado en la provincia de Saskatchewan.

## Superficie
McKillop n.º 220 tiene una superficie de 663,9 km².

## Demografía
En 2021, tenía 897 habitantes, una densidad poblacional de 1,4 hab./km², y 730 viviendas.